# Robert Kidston
Robert Kidston (* 29. Juni 1852 in Bishopston, Renfrewshire, Schottland; † 13. Juli 1924 in Gilfach Goch, Glamorganshire, Wales) war ein schottischer Paläobotaniker. Sein offizielles botanisches Autorenkürzel lautet „Kidst.“

## Leben und Wirken
Kidston war der Sohn eines wohlhabenden Glasgower Geschäftsmanns. Er war in Glasgow Bankangestellter, beschäftigte sich aber nebenbei intensiv mit Botanik. 1878 wurde er Sekretär der lokalen naturhistorischen Gesellschaft. Als seine Bank im selben Jahr schloss und er außerdem nach dem Tod seines Vaters eine bedeutende Erbschaft machte, wurde er Privatgelehrter und studierte Botanik an der University of Edinburgh bei Hutton Balfour mit einem Abschluss mit Bestnoten 1880. Er heiratete 1898 (aus der Ehe gingen zwei Töchter hervor) und lebte in Stirling. Ab 1880 arbeitete er ehrenamtlich für den British Geological Survey. Kidston galt als einer der einflussreichsten Paläobotaniker seiner Zeit in Großbritannien und Europa.
Er widmete sich den fossilen Pflanzen aus dem Karbon und Devon, unter anderem aus dem schottischen Rhynie Chert, wobei er mit William Henry Lang zusammenarbeitete. 1883 bis 1886 katalogisierte er die paläozoischen fossilen Pflanzen im Natural History Museum.
Kidston wurde 1886 zum Mitglied der Royal Society of Edinburgh und 1902 der Royal Society gewählt. 1916 bekam er die Murchison Medal der Geological Society of London verliehen.